# Al-Àdil Salàmix

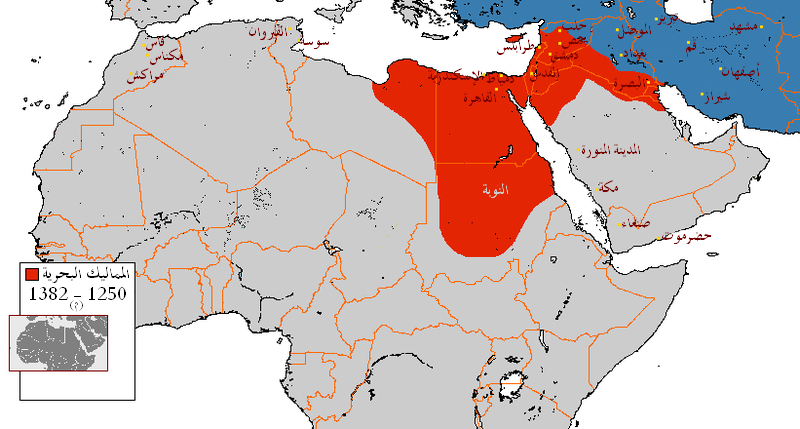
Extensió territorial de la Dinastia bahrita.

Al-Màlik al-Àdil Badr-ad-Din Salàmix ibn adh-Dhàhir Bàybars —àrab: الملك العادل بدر الدين سلامش بن الظاهر بيبرس, al-Malik al-ʿĀdil Badr ad-Dīn Salāmix ibn aẓ-Ẓāhir Baybars—, més conegut simplement com al-Àdil Salàmix, fou soldà mameluc bahrita o kiptxak del Caire (1279).
El 18 d'agost de 1279 el seu germà As-Saïd Bàraka Khan, fou obligat a abdicar i retirar-se del Caire cap a Kerak derrotat per Qalàwun. Alguns amirs van oferir el tron a Qalàwun però aquest no estava segur de comptar amb prou suport i va refusar aparentment, però va suggerir el nomenament d'un fill menor de Baybars I, el jove de 7 anys al-Àdil Salàmix, que fou proclamat sota la tutela de Qalàwun.
Llavors aquest, des de la seva posició clau, va poder allunyar o arrestar a tots els amirs que li podien ser hostils. El 27 de novembre de 1279, ja amb la situació controlada, va reunir a un centenar d'emirs i els va explicar que només un home adult podia ser sultà; els amirs van votar la deposició de Salàmix i el nomenament de Qalàwun com a sultà. Salàmix fou enviat a Kerak amb el seu germà.